# Christian Heim
Christian Heim (* 21. Februar 1993) ist ein ehemaliger deutscher Skispringer.

## Werdegang
Heim, der für den SC Auerbach startete, gab sein internationales Debüt im Oktober 2008 mit nur 15 Jahren nach seinem Sieg im Deutschlandpokal im Skisprung-Alpencup. Weder hier noch bei den folgenden Junioren-Wettbewerben konnte Heim überzeugen. Bei der deutschen Junioren-Meisterschaft im Juli 2009 landete Heim auf dem neunten Rang. Auch in der Alpencup-Saison 2009/10 hatte er anfangs Probleme sich zu behaupten. Daraufhin wechselte er in den FIS Cup. Bereits im ersten Springen in Lauscha überraschte er mit einem vierten Rang. Auch im zweiten Springen zeigte er mit Platz 14 ein gutes Resultat. In der Folge musste er jedoch wieder im Alpencup antreten, wobei er aber wie zuvor nicht auf vordere Plätze sprang. Heim sicherte sich 2010 mit der Mannschaft den Titel des Deutschen Jugendmeisters. Im Deutschlandpokal konnte Heim erneut eine gute Leistung erzielen und holte im März einen Sieg sowie einen zweiten Platz.
Nachdem der Sommer 2010 und auch der Beginn der Wintersaison 2010/11 eher schlecht verliefen, erreichte Heim im Januar 2011 in Hinterzarten erstmals auch im Alpencup eine Top-20-Platzierung. Ebenso gelang ihm dies in Chaux-Neuve. Im Januar 2011 wechselte er wieder in den FIS-Cup-Kader. Bereits in Predazzo gelangen ihm dabei Platzierungen in den Punkterängen. Er konnte seine Leistungen weiter steigern und feierte am 26. Februar 2012 in Baiersbronn seinen ersten Sieg in dieser Serie.
Den Erfolg vom Februar konnte Heim in den folgenden Wochen und Monaten nicht wiederholen. Oftmals erreichte er nur Platzierungen außerhalb der Punkteränge im Alpen- wie auch im FIS-Cup. Nachdem er im Alpencup in Seefeld in Tirol im Dezember jedoch einen elften und einen zehnten Platz belegt hatte, bekam er die Nominierung für den B-Kader im Skisprung-Continental-Cup. In Engelberg gab er am 27. Dezember 2012 sein Debüt in dieser Serie.
Bereits in seinem zweiten Continental-Cup-Springen konnte Heim mit dem 29. Platz erste Continental-Cup-Punkte gewinnen. In seinem dritten Springen in Sapporo überraschte er mit einem achten Rang. Auch in den beiden folgenden Springen in Sapporo lag er am Ende unter den besten zwanzig. Bei der Nordischen Junioren-Skiweltmeisterschaft 2013 in Liberec sprang Heim auf den 40. Platz von der Normalschanze. Nach dem Probedurchgang lag er noch auf Platz acht aber ungünstige Windverhältnisse ließen ihn im Wertungssprung bereits bei 87 Meter landen.
Nach zwei verpatzten Springen in Planica überraschte Heim in Iron Mountain bei seinen ersten Springen außerhalb Europas mit einem dritten Platz, welches zudem sein erster Podestrang im Continental Cup war. Da dies aber der einzige Erfolg blieb, wechselte er im März zum Saisonende noch einmal für zwei Springen in den Alpencup und im September 2014 für zwei Springen in den FIS-Cup. Danach trat er nicht mehr international an.
Bei den deutschen Meisterschaften 2013 gewann er Bronze mit der Mannschaft.

## Erfolge

### Continental-Cup-Platzierungen
| Saison  | Platz | Punkte |
| ------- | ----- | ------ |
| 2012/13 | 064.  | 142    |
| 2013/14 | 182.  | 001    |

### FIS-Cup-Platzierungen
| Saison  | Platz | Punkte |
| ------- | ----- | ------ |
| 2009/10 | 075.  | 068    |
| 2011/12 | 015.  | 189    |
| 2012/13 | 095.  | 056    |